# Gonia desertorum
Gonia desertorum là một loài ruồi trong họ Tachinidae.